# Arnold Holitscher
Arnold Holitscher (* 7. August 1859 in Wien; † 21. Oktober 1942 in Prag) war ein österreichischer Arzt und Aktivist der Arbeiter-Abstinenz-Bewegung.

## Leben und Werk
Arnold Holitscher wurde am 7. August 1859 in Wien als Sohn eines Bierbrauers geboren. In seiner Jugend war er Alkoholiker. Er wandte sich jedoch schon bald der Abstinenzbewegung zu. Er studierte Medizin an der  Universität Wien, wo er zum Dr. med. promoviert wurde. 27 Jahre praktizierte er als Arzt in Pirkenhammer bei Karlsbad und wurde im Jahre 1926 als Chefarzt der Bezirkskrankenkasse nach Komotau berufen. Er wirkte als langjähriger Geschäftsführer des Vereins abstinenter Ärzte des deutschen Sprachgebiets und war von 1919 bis 1925 Vorsitzender des Arbeiterabstinentenbundes. Von 1920 bis 1925 Abgeordneter der Deutschen Sozialdemokratischen Arbeiterpartei in der Tschechoslowakei (DSAP) im Prager Parlament initiierte er 1922 das tschechoslowakische Gesetz des Schankverbots an Jugendliche, das ihm zu Ehren „Lex Holitscher“ genannt wurde. 1929 gewann er für die DSAP einen Senatssitz in der Nationalversammlung, den er bis 1935 innehatte. Nach der Annexion des Sudetenlandes durch das nationalsozialistische Deutsche Reich im Oktober 1938 floh er nach Prag. Hier starb er im Jahre 1942.
Im Februar 1930 war Arnold Holitscher maßgeblich an der Gründung des Vereins deutscher sozialdemokratischer Ärzte in der Tschechoslowakischen Republik beteiligt. Im Mai 1931 schloss sich dieser Verein zusammen mit dem Verein tschechoslowakischer sozialdemokratischer Ärzte in Karlsbad der Internationalen Vereinigung sozialistischer Ärzte an. Zusammen mit Augustin Turek war er von 1934 bis 1938 Herausgeber des in Prag erscheinenden Internationalen ärztlichen Bulletins.

## Schriften
- Der Kampf gegen den Alkoholismus als sittliche und nationale Pflicht. Vortrag, gehalten … 1903 … in Karlsbad. O.O., 1903
- Alkoholsitte und Opiumsitte. Eine vergleichende Studie. In: Die Alkoholfrage, 1. Jg. (1904), Heft 4, S. 341–355
- Alkoholsitte und Abstinenz. Eine Erwiderung auf Ferdinand Hueppes Vortrag „Alkoholmissbrauch und Abstinenz.“ Suschitzky, Wien 1904
- Alkohol und Tuberkulose. Eine Erwiderung. In: Prager Medizinische Wochenschrift. 31 (1906), Nr. 11–12
- Gewerbliche Gesundheitslehre. Gemeinverständlich dargestellt. (Bibliothek der gesamten Technik Band 14) M. Jänecke, Hannover 1907
- Alkohol und Kind. Verlag Deutscher Arbeiter-Abstinenten-Bund, Berlin ca. 1908
- Taschen-Atlas zur Alkoholfrage. Deutscher Arbeiter Abstinenten Bund, Berlin ca. 1908
- Die Rauschgetränke.  Kupferschmid, München 1912
- Alkohol-Merkblatt für Soldaten im Felde. Pirkhammer bei Karlsbad 1914 (Digitalisat)
- Volksernährung. In: Österreichische Rundschau. Bd. 48 (Juli–Sept. 1916), S. 193–201.
- Schäden der Volksernährung. O. Gmelin, München 1917

## Zeitschriftenbeiträge
- In: Der sozialistische Arzt
  - Ist die Krankenversicherung Endziel oder Übergang? Band IV (1928), Heft 1–2 (August), S. 3–10 (Digitalisat)
  - Leitsätze über die Sozialisierung des Heilwesens. Band VII (1931), Heft 7 (Juli), S. 185–187 (Digitalisat)
  - Zusammen mit Theodor Gruschka. Zur Gründung der sozialistischen Ärzteinternationale. Band VII (1931), Heft 11 (November), S. 300–305 (Digitalisat)
  - Weltwirtschaftskrise und Alkoholbekämpfung. Band VII (1931), Heft 11 (November), S. 306–308 (Digitalisat)
  - Der 7. österreichische Alkoholgegnertag. Band VIII (1932), Heft 1 (Januar), S. 16–17 (Digitalisat)
- In: Internationales ärztliches Bulletin
  - Wien. [Fall des Roten Wiens.] Band I (1934), Heft 3–4 (März–April), S. 39–41 (Digitalisat)
  - Wozu der Lärm? Band I (1934), Heft 12 (Dezember), S. 174–178 (Digitalisat)
  - Interpellation der deutschen und tschechischen Sozialdemokraten in den Parlamenten zum Fall Dr. Gach. Abschnitt aus der Interpellation des Senators Dr. Arnold Holitscher. Band II (1935), Heft 4 (April), S. 52–53 (Digitalisat)
  - Emigration und Asylrecht. Band II (1935), Heft 4 (April), S. 54–55 (Digitalisat)
  - Nachwort zum Beitrag von L. H. „Nach den Ärztekammerwahlen in Böhmen“. Band II (1935), Heft 8–9 (November–Dezember), S. 123 (Digitalisat)
  - Besprechung von: Tandler und S. Kraus. „Die Sozialbilanz der Alkoholikerfamilie.“ Band III (1936), Heft 2–3 (März–April), S. 28–33 (Digitalisat)
  - T. G. Masaryk. Band IV (1937), Heft 8 (Oktober), S. 89 (Digitalisat)
  - Der XXI. Internationale Kongreß gegen den Alkoholismus in Warschau. 12. bis 17. September 1937. Band IV (1937), Heft 8 (Oktober), S. 100–101 (Digitalisat)
  - Schluss mit den Gleichschaltungsbestrebungen im Reichsverbande! Ein ernstes Mahnwort an die deutschen Ärzte in der ČSR. Band V (1938), Heft 1–2 (Januar – Februar), S. 1–4  (Digitalisat)
  - Vom Reichsverband der deutschen Ärztevereine in der Tschechoslowakischen Republik. Band V (1938) 5-6 (Jul–Aug.), S. 48–49 (Digitalisat)